# 283 км (зупинний пункт, Придніпровська залізниця)
283 км — пасажирський зупинний пункт Дніпровської дирекції Придніпровської залізниці на електрифікованій лінії Синельникове II — Чаплине між станціями Письменна (11 км) та Улянівка (9 км). Розташований поблизу села Червона Долина Синельниківського району Дніпропетровської області.

## Пасажирське сполучення
На платформі 283 км зупиняються приміські електропоїзди Синельниківського та Чаплинського напрямків.